# Mycosphaerella sarothamni
Mycosphaerella sarothamni är en svampart som beskrevs av Petr. 1924. Mycosphaerella sarothamni ingår i släktet Mycosphaerella och familjen Mycosphaerellaceae.   Inga underarter finns listade i Catalogue of Life.